# くらもとまい
くらもと まい（1979年10月25日 - ）は、日本の元AV女優。
血液型：O型。身長：160cm。スリーサイズ：B83・W57・H85 。

## 略歴
千葉県出身。当初「葉月 ありさ」の芸名でAVデビュー。2001年夏、「倉本 麻衣」に芸名を変更。同時に「倉本麻衣」の名でCDデビュー。AV作品「歌姫伝説・倉本麻衣」は倉木麻衣の実父、山前五十洋が製作プロデューサーを務めたことで話題を集めたが、倉木サイドからの訴えもあり、発売中止となった。
翌年「くらもと まい」の名前で再スタート。「倉本 まい」、「倉本麻衣」の名でも多数のAVやVシネマに出演。2004年に引退。
2007年2月から池袋でスナック『くらもとまいの部屋』を開業。2015年に閉店。
2016年1月に実話雑誌でヌードを披露し、芸能活動を再開。千葉出身というプロフィールは本家に倣っての設定であったことも明かしている。山前五十洋が倉木麻衣の実父であったのは報道で後から知り、びっくりしたという。
離婚歴があり、2児の母。

## 作品

### アダルトビデオ
葉月ありさ名義
- C-temptation4（2000年5月22日、Mr.プレジデント）
- 着物縛爛（2000年10月7日、桃太郎映像出版）
- レズ病棟 2（2000年12月8日、ディープス）
- 360度騎乗位SEX（2001年1月10日、ハムレット）
- ペニバン痴女 僕たちアナル捧げます。（2001年1月10日、ディープス）
- 聖露出 葉月ありさ（2001年1月10日、ナチュラルハイ）
- 近親相姦（2001年3月10日、桃太郎映像出版）
- 痴女王座決定戦!（2001年9月20日、ハムレット）
- FACE 07（アウダースジャパン）
- 女医○秘診察室
- 痴女BIG3寸止め
- すけべ姫誕生5
- 花弁に熱い舌

くらもとまい（倉本麻衣・倉本まい）名義
- 放課後クラブ　Vol.1　学園アイドルAV（2001年11月、バーチャルウェーブ）
- ラビリンス（2001年12月14日、ラビリンス）
- M:M7 ミッション・ミス・セブン（2002年1月25日、アドメディア）
- お尻と性器（2002年3月29日、ワンズファクトリー）
- 義母（2002年4月10日、ドリームチケット）
- 超‐股間のアングル（2002年5月1日、ワンズファクトリー）
- R*Queen（2002年5月7日、ドリームチケット）
- デリバリー・ガール 最上級のお届けものです（2002年5月25日、ジーピー・ミュージアム）
- RED＊S（2002年6月6日、ドリームチケット）
- 報復のハメ撮り師 必撮! 仕置人（2002年7月22日、ジャンク）
- Tバック水上騎馬戦 女だらけの水泳大会（2002年9月6日、カレス・コミュニケーションズ）
- スペルマバイオレンス 口唇犯　Ver.3（2003年2月20日、V&Rプランニング）
- 顔面騎乗（2003年2月20日、ジャネス）
- Virtual Panst Onanie（2003年3月20日、ジャネス）
- れずdeデビュー （2003年11月6日、忠実堂）
- 新・義母さんもうガマンできない （2004年1月30日、ロイヤルアート）
- 畜奴♂の品格…残酷セレブ美人御調教サークル　舌犬編（2007年5月18日、ヤプーズマーケット）
- 華麗なる飼育 嬢王の為の家畜人調教スクールDX 第一章～集団苦痛リンチ&顔騎口舌舐め奉仕　Part-1（2008年11月7日、ヤプーズマーケット）
- スペルマニア
- ラッキーガールズ くらもとまい&秋吉里香
- Perfect Cream?くらもとまい（宇宙企画）
- スィートトライアングル（ドリームクリエイト）
- コスプレ10連発（ドリームクリエイト）
- 痴女調教 くらもとまい（ドリームクリエイト）
- DANCE SHOCK Idol
- フェイクアイドル くらもとまい
- Trance くらもとまい
- シークレット オブ マイセックス

### 写真集
- 失禁!! コスプレ美少女 (2000年5月30日、三和出版)

他

## ゲーム
- 脅迫〜終わらない明日〜実写版（2000年7月21日、アリスJAPAN）